# Wilhelm Langenfaß
Wilhelm Langenfaß, später geadelt als Wilhelm Ritter von Langenfaß, (* 1. September 1819 in Uffenheim; † 20. Oktober 1898 in München; vollständiger Name: Carl Wilhelm Friedrich Langenfaß) war ein deutscher Architekt und königlich bayerischer Baubeamter. Er war für zahlreiche Bauwerke im Gebiet des heutigen Landkreises Weißenburg-Gunzenhausen verantwortlich.

## Leben
Langenfaß war der Sohn des königlich bayerischen zweiten Landgerichtsassessors Andreas Wilhelm Heinrich Langenfaß und dessen Frau Maria Sofia Charlotte Langenfaß, geb. Weiß aus Ansbach. Ab 1827 besuchte er die Schule in Ansbach, ab 1837 studierte er in München. Von 1858 bis 1872 arbeitete er als Baubeamter in Weißenburg in Bayern, später wurde er nach Würzburg und München versetzt, bis er 1891 in den Ruhestand ging. 1880 bekam er den Verdienstorden vom Heiligen Michael verliehen. Er verstarb 1898 mit 79 Jahren.

## Werk
- 1863–1864: Schranne in Weißenburg
- 1868–1872: St. Lucia und Ottilie in Hechlingen
- 1869–1871: St. Willibald in Weißenburg
- 1870–1871: St. Hieronymus in Wachenhofen

## Auszeichnungen
- 1880: Verdienstorden vom Heiligen Michael